# Смитсон, Карли
Карли Смитсон (англ. Carly Smithson, урожд. Хеннесси; Дублин, Ирландия, 12 сентября 1983 года) — ирландская рок- и соул-певица, исполнительница собственных песен. Победительница ирландского музыкального конкурса Meteor Award 2003 года. В 2008 года стала финалисткой седьмого сезона американского музыкального телешоу American Idol, заняв общее 6-е место. С июня 2009 года является вокалисткой группы We Are The Fallen. 

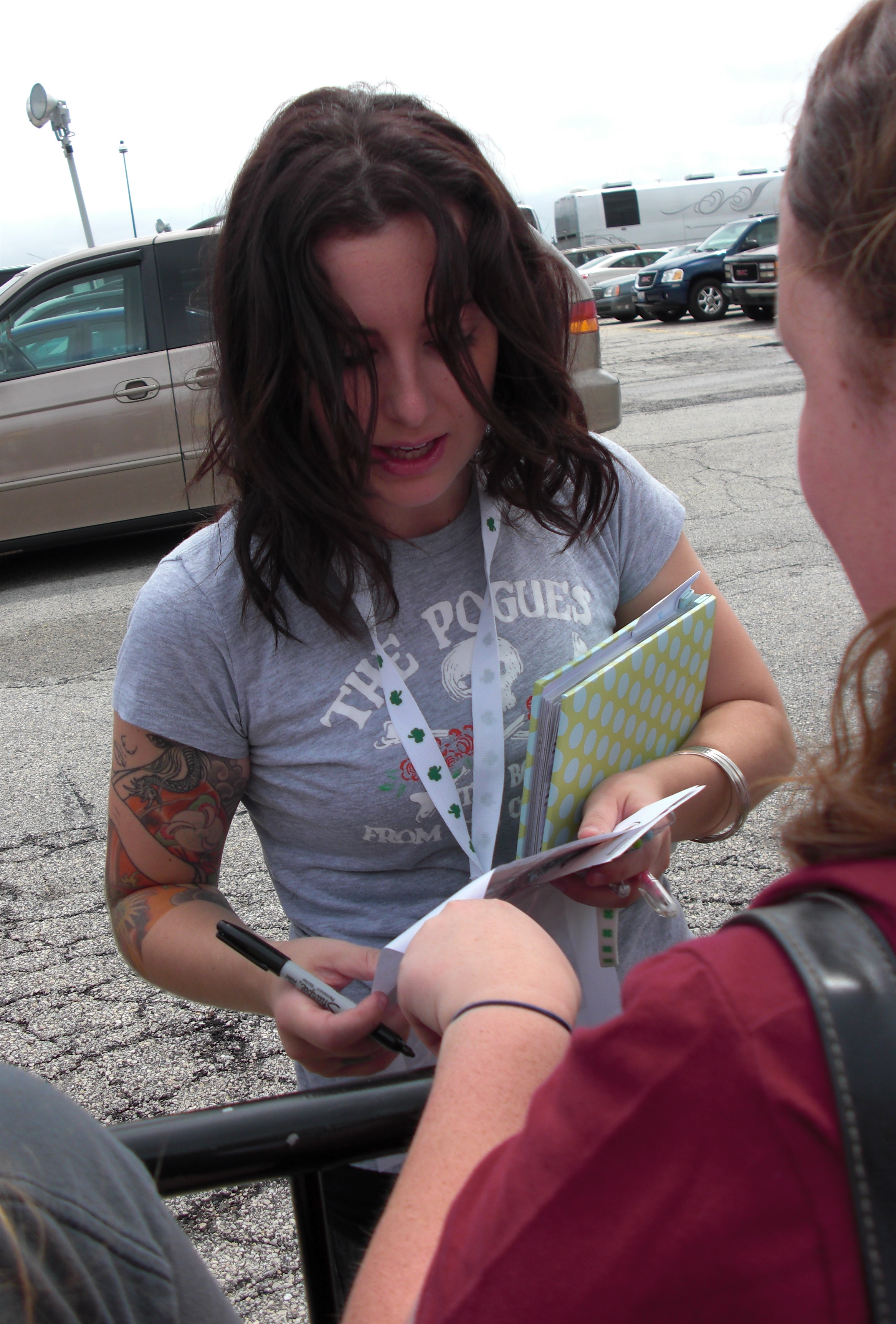
Смитсон во время летнего тура 2008 года «American Idols Live!».

## Биография
Карли Хеннесси родилась 12 сентября 1983 года в Дублине. Когда ей было 6 месяцев, родители переехали с ней в Йоханнесбург (Южная Африка), где прожили около 4 лет. После возвращения в Ирландию 4-летняя Карли начала петь и заниматься сценой, снималась в рекламных роликах. В 1990 году сыграла маленькую Марианну в фильме Fools of Fortune. С 1992 года в течение 2 лет участвовала в постановках «Les Misérables» в Ирландии как маленькая Козетта. В 14 лет переехала с отцом в США. Выпустила свой первый альбом Ultimate High в 2001 году на студии MCA Records.

## Личная жизнь
С 17 августа 2004 года Карли замужем за татуировщиком Тоддом Смитсоном. У супругов есть дочь — Оливия Мейбл Смитсон (род.30.09.2012).

## Дискография

### Сольно
- Carly's Christmas Album (1993)
- Ultimate High (2001)
- I'm Gonna Blow Your Mind (Сингл) (2001)
- Beautiful You (Сингл) (2001)

### We Are The Fallen
- Tear the World Down (2010)
- Bury Me Alive (Сингл) (2010)
- Tear the World Down (Сингл) (2010)